# Alchemilla incurvata
Alchemilla incurvata är en rosväxtart som beskrevs av Michel Gandoger. Alchemilla incurvata ingår i släktet daggkåpor, och familjen rosväxter. Inga underarter finns listade i Catalogue of Life.